# NGC 1472
NGC 1472 é uma galáxia lenticular (S0) localizada na direcção da constelação de Eridanus. Possui uma declinação de -08° 34' 05" e uma ascensão recta de 3 horas, 53 minutos e 47,3 segundos.
A galáxia NGC 1472 foi descoberta em 1886 por Ormond Stone.